# Kavalan Distillery

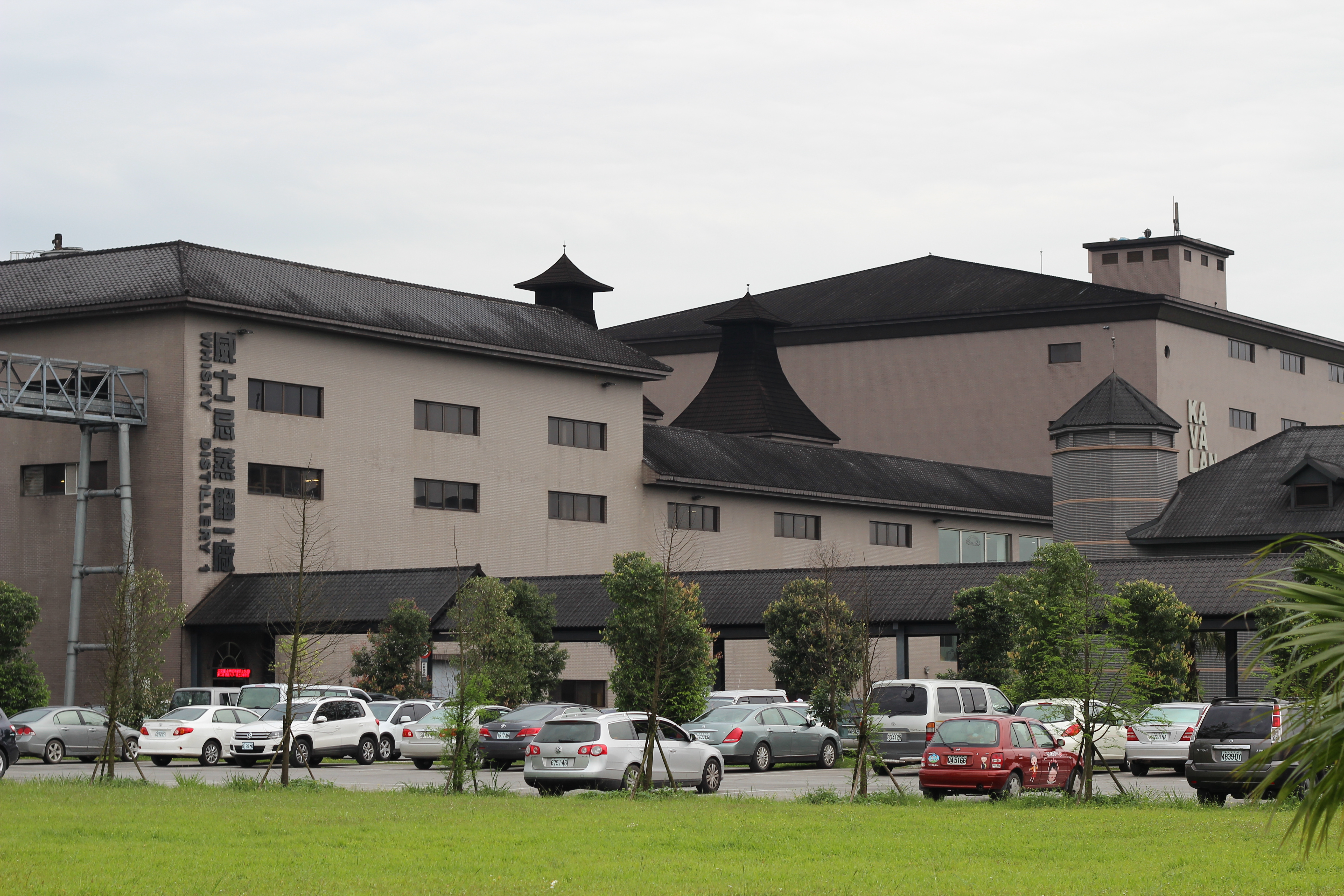
Kavalan Distillery (2012)

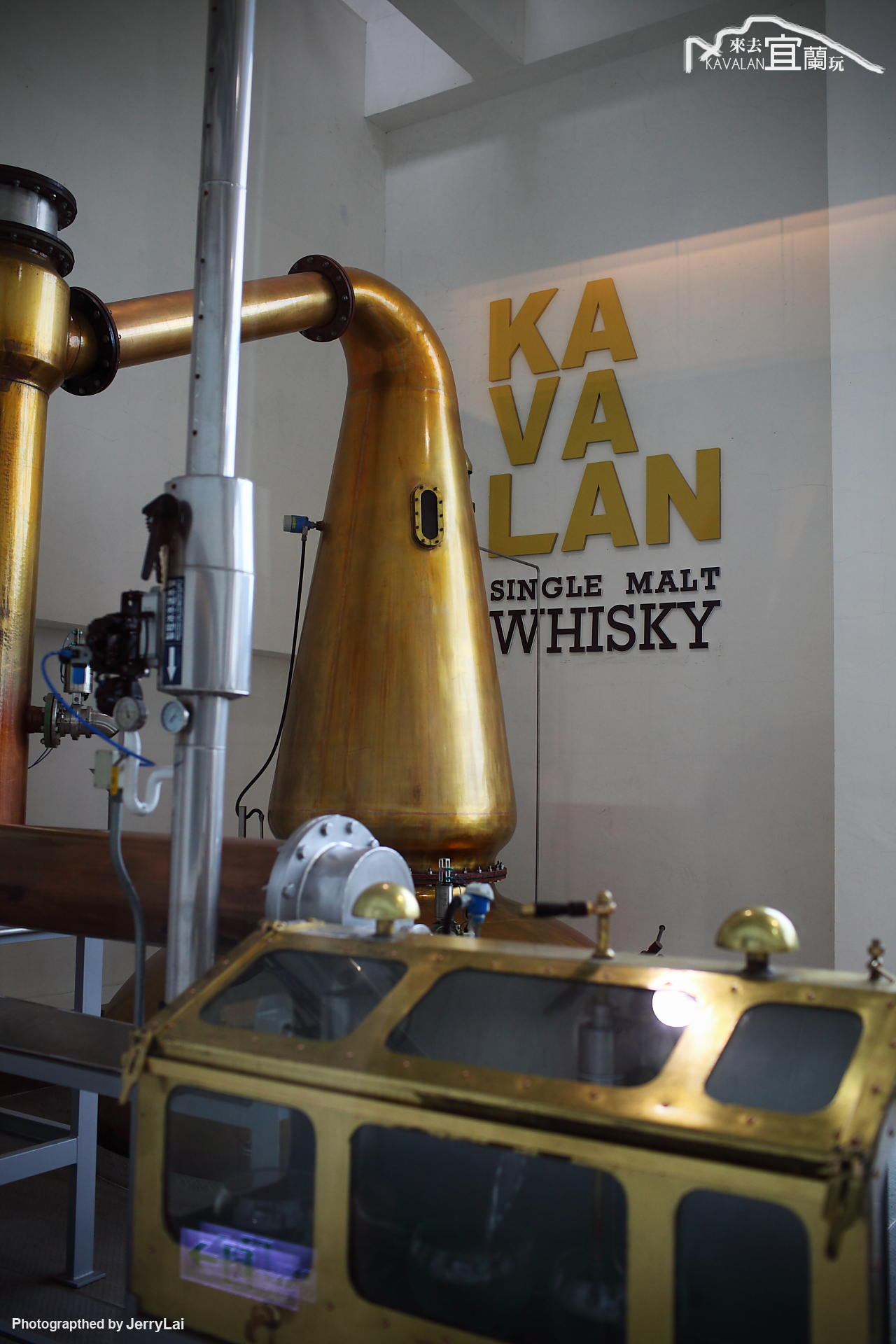
Brennblase Kavalan Distillery

Die Kavalan Distillery (chinesisch: 噶瑪蘭酒廠; pinyin: Gámǎlán jiǔchǎng) ist eine taiwanesische Whisky-Destillerie. Sie ist im Besitz der King Car Group und befindet sich in Yuanshan, Yilan.

## Geschichte
Die Destillerie ist nach dem alten Namen des Bezirks Yilan, Kavalan, benannt. Die Brennerei wurde im Dezember 2005 fertiggestellt, produzierte ihren ersten Brand im März 2006 und brachte ihre erste Abfüllung im Dezember 2008 auf den Markt. Nach den ersten Testläufen kaufte Kavalan eine Reihe neuer, viel größerer deutscher Brennblasen, um die Produktion zu erweitern. Nachdem sie von 2008 bis 2010 mit diesen Brennblasen experimentiert hatten, beschlossen sie, sie außer Dienst zu stellen, da sie einen zu stark verarbeiteten Alkohol produzierten, der es ihnen nicht erlaubte, mit Textur und Geschmack zu arbeiten.
Im Januar 2010 sorgte eines der Produkte der Brennerei für Aufsehen, als es bei einer Blindverkostung in Leith, Schottland, anlässlich der Burns Night drei schottische Whiskys und einen englischen Whisky schlug. Die Brennerei wurde 2011 vom Whisky Magazine zur „Whisky-Besucherattraktion des Jahres“ ernannt, und ihre Produkte haben mehrere weitere Auszeichnungen erhalten. 2012 wurde der Solist Fino Sherry Cask Malt Whisky von Kavalan von Jim Murray in seinem Führer Jim Murray's Whisky Bible als „new whisky of the year“ ausgezeichnet. Im Jahr 2015 wurde Kavalans Vinho Barrique Expression bei den World Whiskies Awards zum besten Single Malt Whisky der Welt gekürt.
2019 hat Kavalan einen Gin auf den Markt gebracht. Der Gin von Kavalan unterscheidet sich von anderen Gins durch die Verwendung von taiwanesischen Kräutern, Gewürzen und Botanicals wie Kumquats, rote Guave und getrocknete Sternfrucht. Der Gin wird mit den deutschen Brennblasen hergestellt, die Kavalan in seinen Anfängen gekauft hat. Im Jahr 2021 schnitt die Brennerei bei der International Wines & Spirits Competition in der Kategorie „Gold Outstanding“ sehr gut ab und gewann bis auf eine Ausnahme alle der acht vergebenen Medaillen.
Im Juni 2023 wurde das Unternehmen bei der jährlichen International Whisky Competition mit dem Preis „Distillery of the Year“ ausgezeichnet. Der Kavalan Solist Port Single Cask Strength Single Malt Whisky belegte den zweiten Platz in der Kategorie „Top 15 Whiskies of 2023“, und der Kavalan Triple Sherry Cask Single Malt Whisky belegte den vierten Platz unter den 92 Whiskies, die im Wettbewerb mit über 90 Punkten bewertet wurden. Kavalan gab 2021 an, mehr als 9 Millionen Liter Whisky jährlich zu produzieren.